# Coniopteryx (Xeroconiopteryx) diversicornis
Coniopteryx (Xeroconiopteryx) diversicornis is een insect uit de familie van de dwerggaasvliegen (Coniopterygidae), die tot de orde netvleugeligen (Neuroptera) behoort. 
Coniopteryx (Xeroconiopteryx) diversicornis is voor het eerst wetenschappelijk beschreven door Meinander in 1972.